# Stračí
Stračí (německy Stratschen) je nejbližší vsí od města Štětí, pod které patří. Je od něj vzdálena 1 km severovýchodním směrem pod rozsáhlými lesy a kopcem Špičákem (281 m). S místními lesy je spojen význačný český sochař, Myslbekův předchůdce, původně zámecký kuchař Václav Levý. V blízkých lesích jsou dodnes zachovány jeho rané monumentální romantické skalní skulptury: kaplička Máří Magdalény, Harfenice, jeskyně Mordloch, Had a další. Poblíž se též nachází pískovcový útvar Sedm chlebů.

## Historie
Vesnice Stračí je doložena již v 15. století (roku 1407), kdy zde byly rozsáhlé vinice, patřící Berkům z Dubé. Vinice zanikly ve třicetileté válce a nebyly již obnoveny. Ves patřila nejdříve k panství Liběšice a v 16. století k Liběchovu. Veliký požár, který vypukl 1. května 1791 zničil téměř celou vesnici. Srubové domy s hrázděnými patry, dřevěnými štíty a pavlačemi a pozdně empírové domy pocházejí z doby kolem roku 1850. V obci je dnes hodně rekreačních chalup. V roce 2007 se zde konala oslava výročí 600 let od první zmínky z historických pramenů.

## Obyvatelstvo
|                                                                | 1869 | 1880 | 1890 | 1900 | 1910 | 1921 | 1930 | 1950 | 1961 | 1970 | 1980 | 1991 | 2001 | 2011 |
| -------------------------------------------------------------- | ---- | ---- | ---- | ---- | ---- | ---- | ---- | ---- | ---- | ---- | ---- | ---- | ---- | ---- |
| Obyvatelé                                                      | 271  | 281  | 285  | 278  | 313  | 331  | 332  | 234  | 220  | 208  | 166  | 113  | 100  | 102  |
| Domy                                                           | 53   | 56   | 59   | 59   | 61   | 65   | 72   | 71   | .    | 60   | 54   | 51   | 52   | 54   |
| Počet domů z roku 1961 je zahrnut v domech místní části Štětí. |      |      |      |      |      |      |      |      |      |      |      |      |      |      |

## Pamětihodnosti
Vsí se táhne podlouhlá stoupající cesta, která je obklopena statky z poloviny 19. století a v její dolní části je čtvercová kaple svatých Jana a Pavla z roku 1818. Nedaleko od vesnice při lesní cestě do Brocna a do Ješovic jsou dvě kapličky. Jedna z nich, zasvěcená P. Marii, se také nazývala kaplička „U krásného obrázku“ a v minulosti se k ní konávala procesí. Druhá lesní kaple se nazývá „Hraběcí“. Byla postavena roku 1720 na místě kde poddaní ze Snědovic zavraždili svého krutého pána Johanna Wratislava Claryho.

## Galerie

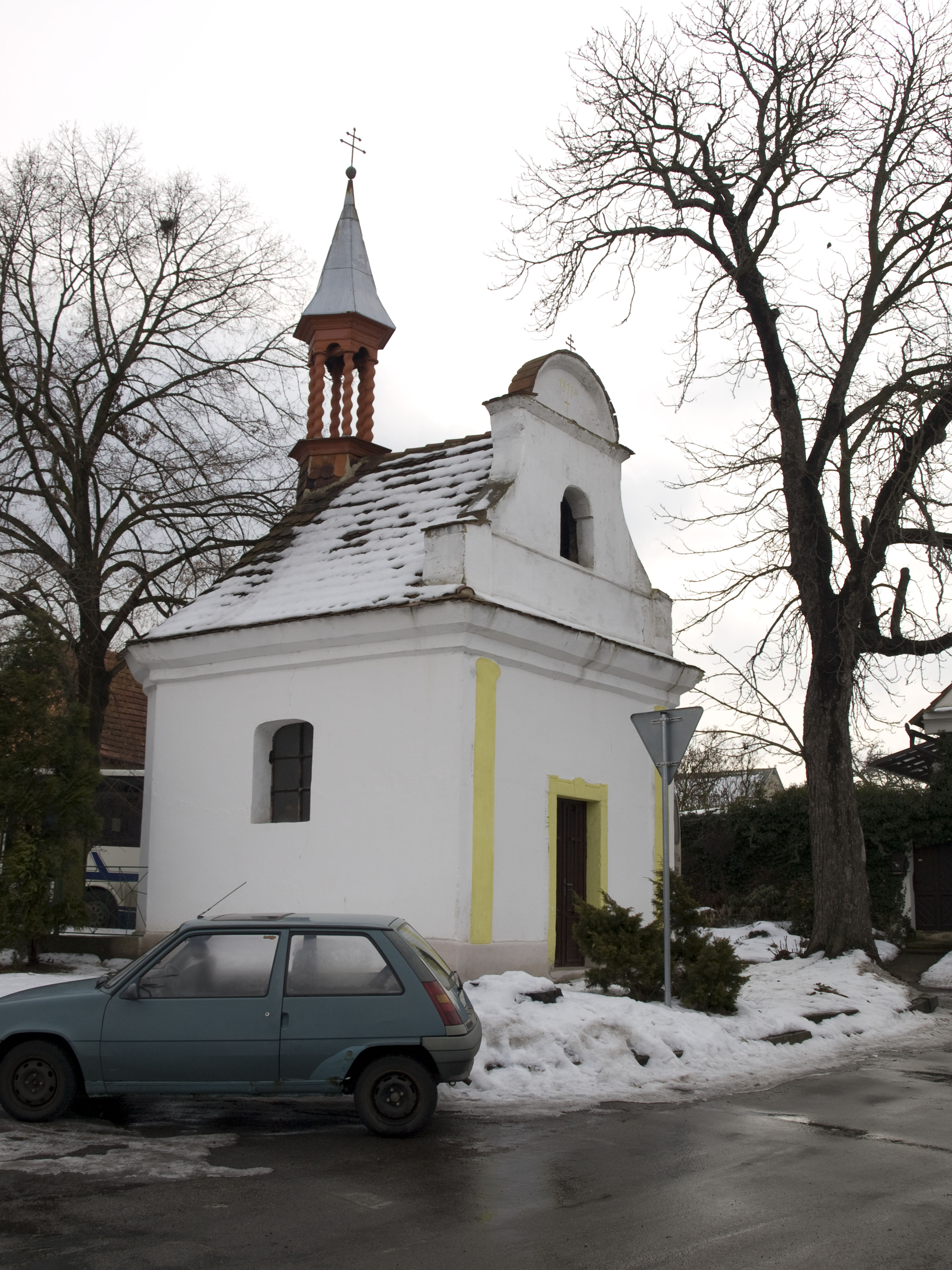
Kaple v obci
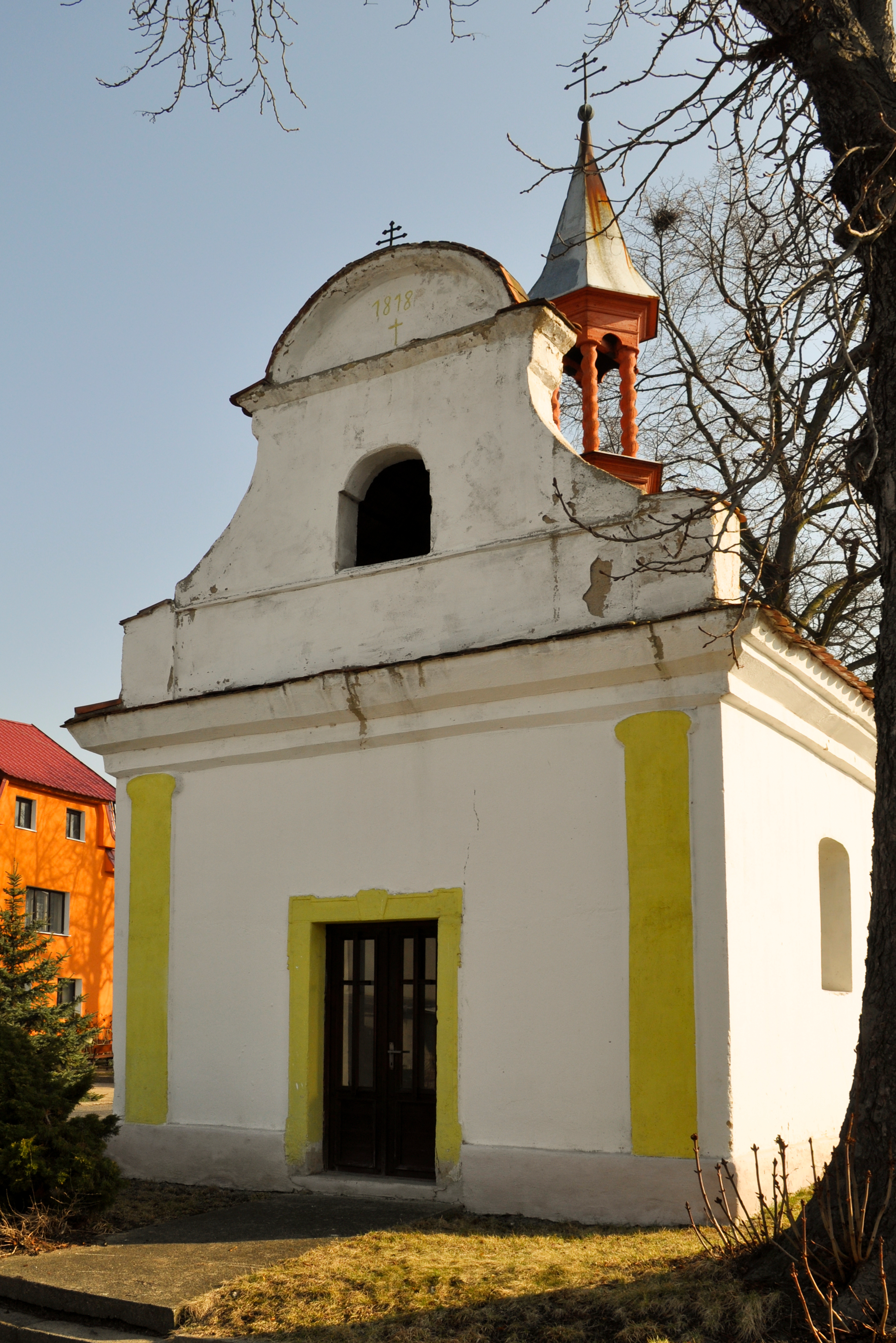
Průčelí kaple
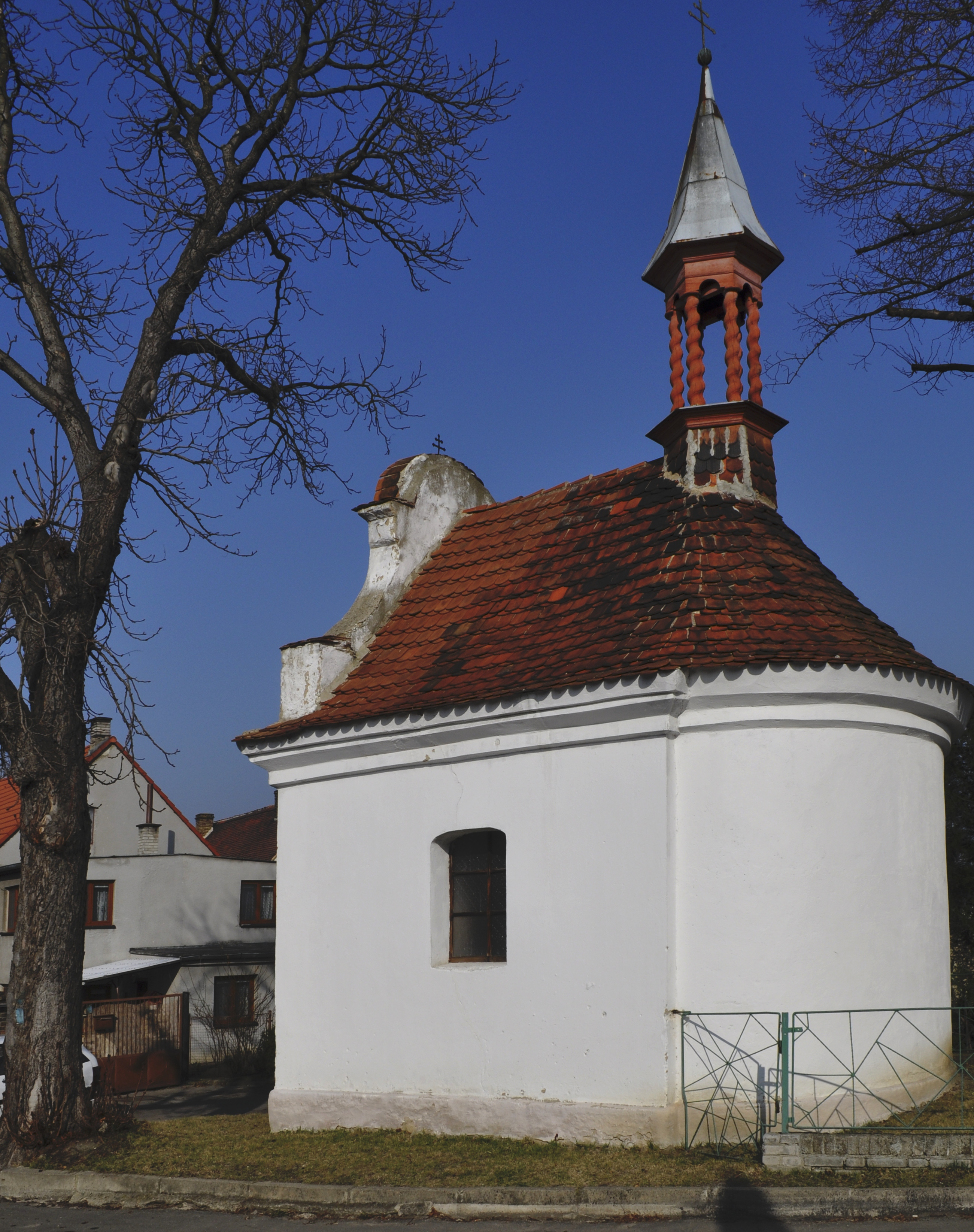
Kaple
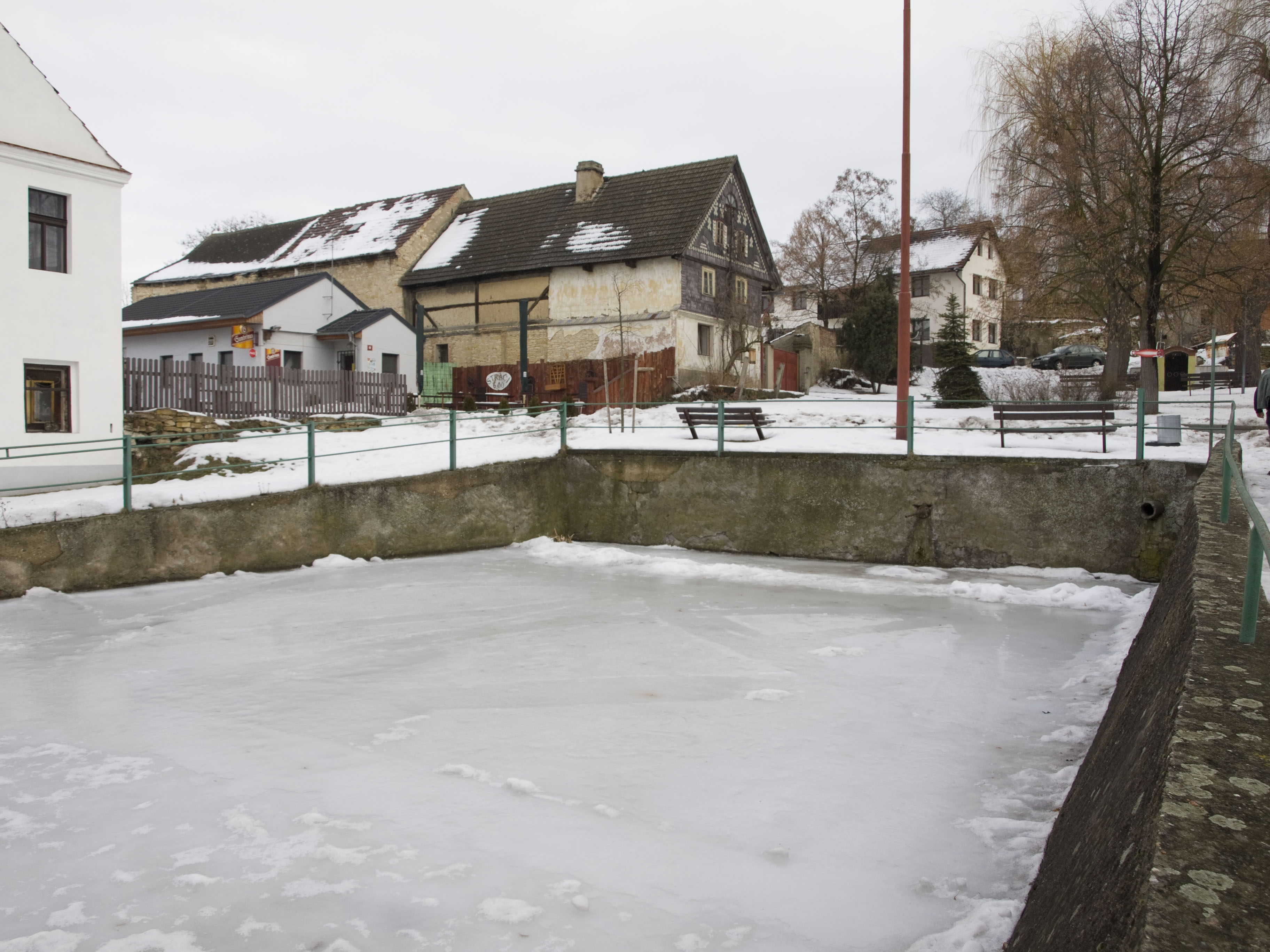
Požární nádrž a domy
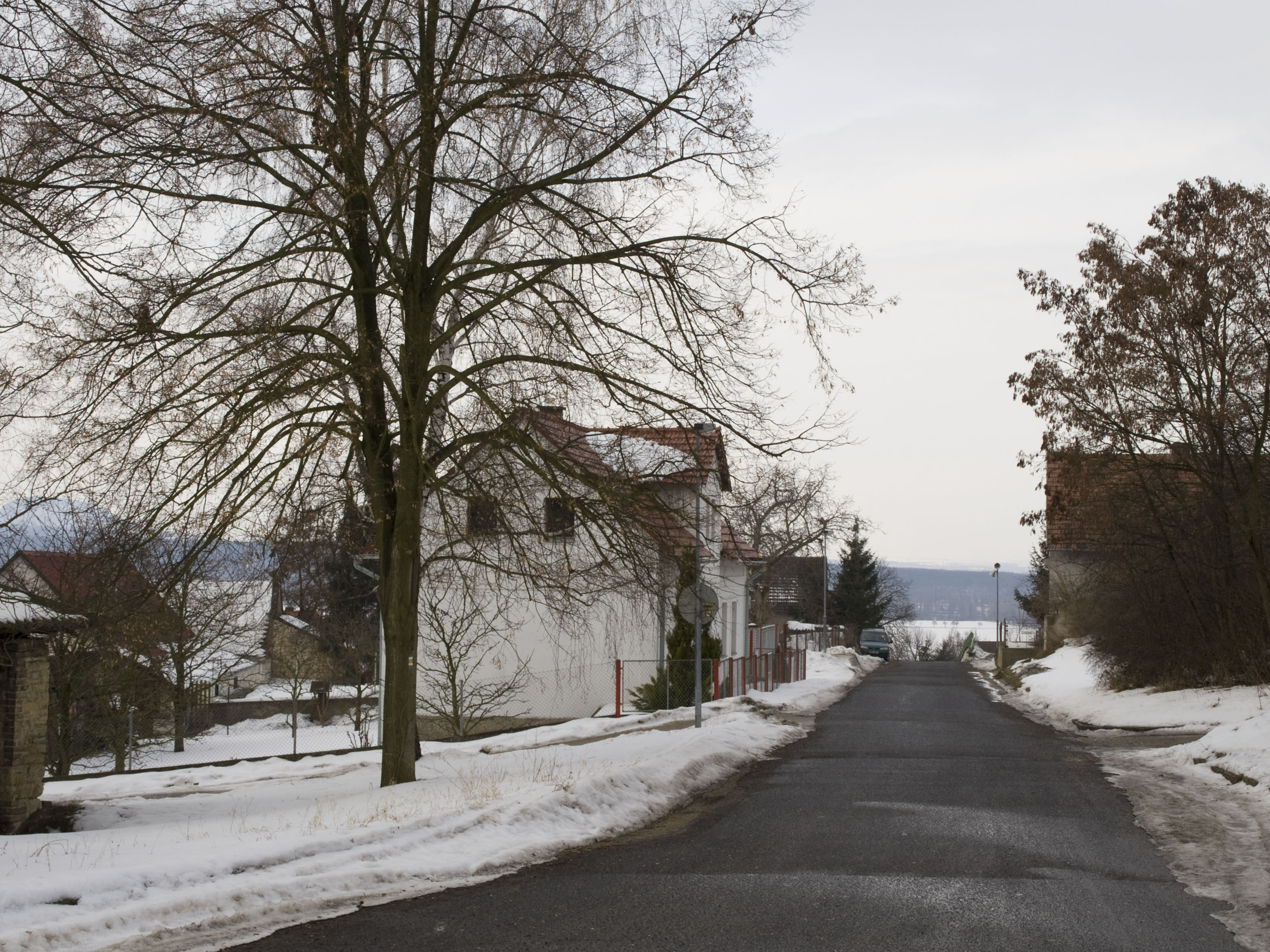
Cesta v západní části vesnice
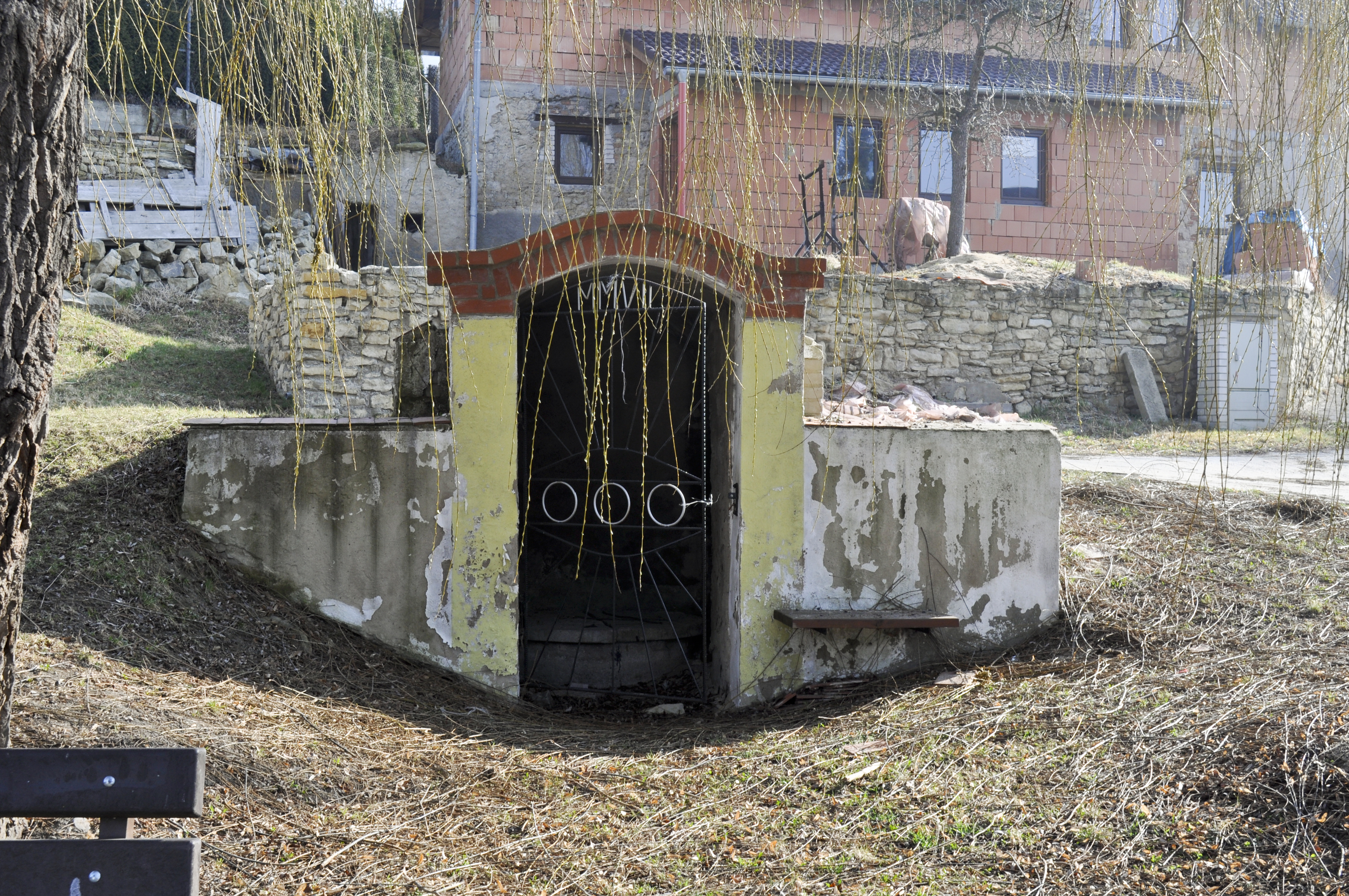
Pramen na návsi
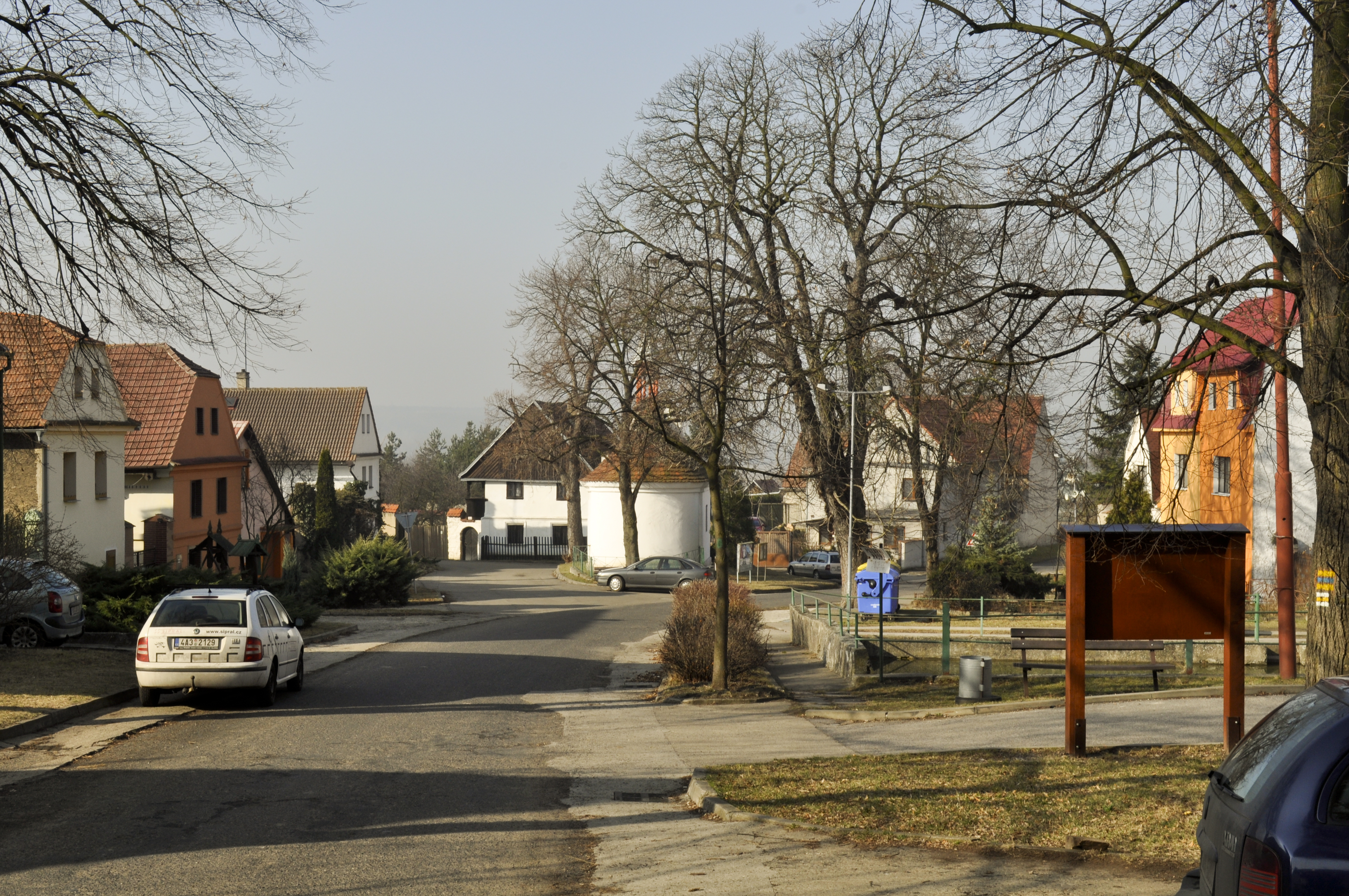
Náves
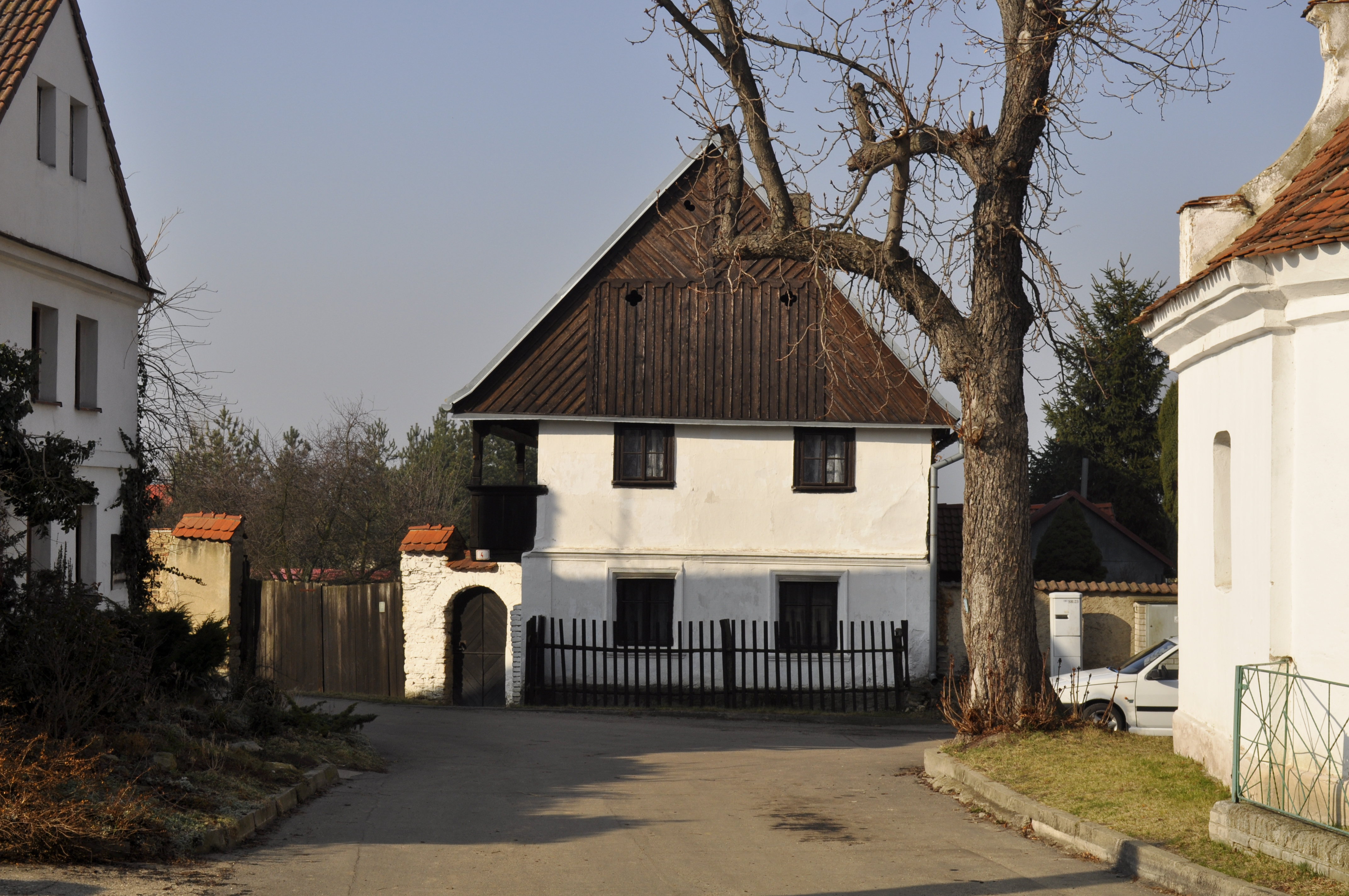
Dům na návsi